# Amauromyza
Genre
Amauromyza est un genre d'insectes diptères de la famille des Agromyzidae.

## Liste d'espèces
Selon Catalogue of Life (22 sept. 2013) :
- Amauromyza abnormalis
- Amauromyza acuta
- Amauromyza albidohalterata
- Amauromyza aliena
- Amauromyza angulicornis
- Amauromyza anomala
- Amauromyza auriceps
- Amauromyza balcanica
- Amauromyza belamcandae
- Amauromyza bifida
- Amauromyza boliviensis
- Amauromyza caliginosa
- Amauromyza carlinae
- Amauromyza chamaebalani
- Amauromyza chenopodivora
- Amauromyza clinopodii
- Amauromyza confondata
- Amauromyza elaeagni
- Amauromyza elsinorensis
- Amauromyza flavida
- Amauromyza flavifrons
- Amauromyza fuscibasis
- Amauromyza gigantissima
- Amauromyza gyrans
- Amauromyza indecisa
- Amauromyza insularis
- Amauromyza karli
- Amauromyza knowltoni
- Amauromyza labiatarum
- Amauromyza lamii
- Amauromyza lathyroides
- Amauromyza leonuri
- Amauromyza lucens
- Amauromyza luteiceps
- Amauromyza maculosa
- Amauromyza madrilena
- Amauromyza maltensis
- Amauromyza meridionalis
- Amauromyza mihalyii
- Amauromyza monfalconensis
- Amauromyza morionella
- Amauromyza nevadensis
- Amauromyza nigripennis
- Amauromyza nipponensis
- Amauromyza obscura
- Amauromyza papuensis
- Amauromyza plectranthi
- Amauromyza pleuralis
- Amauromyza pterocaula
- Amauromyza queenslandica
- Amauromyza ranchograndensis
- Amauromyza remus
- Amauromyza riparia
- Amauromyza romulus
- Amauromyza schusteri
- Amauromyza scleritica
- Amauromyza shepherdiae
- Amauromyza soosi
- Amauromyza stroblii
- Amauromyza subinfumata
- Amauromyza triseta
- Amauromyza verbasci

Selon ITIS (22 sept. 2013) :
- Amauromyza abnormalis (Malloch, 1913)
- Amauromyza albidohalterata (Malloch, 1916)
- Amauromyza anomala Spencer, 1981
- Amauromyza auriceps (Melander, 1913)
- Amauromyza confondata Spencer, 1986
- Amauromyza elsinorensis Spencer, 1981
- Amauromyza flavifrons (Meigen, 1830)
- Amauromyza indecisa (Malloch, 1913)
- Amauromyza insularis Spencer, 1981
- Amauromyza karli (Hendel, 1927)
- Amauromyza knowltoni Spencer, 1986
- Amauromyza lathyroides Spencer, 1981
- Amauromyza lucens Spencer, 1981
- Amauromyza maculosa (Malloch, 1913)
- Amauromyza nevadensis Spencer, 1981
- Amauromyza pleuralis (Malloch, 1914)
- Amauromyza remus Spencer, 1981
- Amauromyza riparia Sehgal, 1971
- Amauromyza romulus Spencer, 1981
- Amauromyza schusteri Spencer, 1981
- Amauromyza scleritica Spencer, 1981
- Amauromyza shepherdiae (Sehgal, 1971)
- Amauromyza subinfumata (Malloch, 1915)

Selon NCBI (22 sept. 2013) :
- Amauromyza flavifrons
- Amauromyza monfalconensis
- Amauromyza pleuralis